# Koenraad I van Zwaben
Koenraad I van Zwaben (ca. 940 - 20 augustus 997), ook Kuno van Öhningen, was hertog van Zwaben.
Koenraad was graaf van de Wetterau, Rheingau, Lobdengau en de Wingarteiba. In 982 werd hij na de dood van Otto I van Zwaben door keizer Otto II tot hertog van Zwaben benoemd, en in 983 op de hofdag in Verona ingezworen. Hij koos Straatsburg als zijn hoofdstad. Koenraad was een belangrijke bondgenoot van de keizerin-weduwe Theophanu en keizerin-moeder Adelheid en steunde de verkiezing van keizer Otto III. Als dank voor zijn steun werd hij kamerheer van Otto III en hij kreeg een sterke positie in de Elzas.
Koenraads afkomst is niet met zekerheid bekend. De belangrijkste theorieën zijn dat hij een zoon is van Udo van de Wetterau of van diens achterneef Koenraad (ovl. 982), graaf van de Lobdengau en voogd van Schwarzach am Main. In beide gevallen is hij een nakomeling van Udo (graaf van Lahngouw).
Koenraad trouwde met Richlind (ca. 950 - 2 september 1035). Zij was vermoedelijk een dochter van Otto I de Grote en zijn tweede vrouw Adelheid, maar er is ook een theorie dat ze een dochter was van Liudolf van Zwaben, Otto's zoon uit zijn eerste huwelijk, en Ida van Zwaben. Aan Koenraad en Richlind zijn een groot aantal kinderen toegeschreven. De onzekerheid wordt veroorzaakt doordat in aktes edelen alleen met hun voornaam worden genoemd en het niet altijd duidelijk is of een Koenraad of Kuno als Koenraad I van Zwaben is te identificeren. Van de kinderen die hieronder genoemd worden, is echter alleen Herman met volledige zekerheid een kind van Koenraad en Richlind:
- Ekbert, volgens sommige bronnen graaf van Stade
- Liutpold
- Liutold, mogelijk dezelfde als Liutold (ovl. voor 1044) graaf van Montbéliard en de Elzasser Sundgouw, getrouwd met Willeburg, dochter van Adelbert I van Ivrea en Gerberga van Dijon
- Koenraad
- Herman II van Zwaben, de enige die volledig zeker zoon van Koenraad en Richlind was
- Ita, gehuwd met Rudolf II van Altdorf
- Adelia, gehuwd met Vladimir van Kiev
- Judith, (ovl. na 1032, begraven in Bouzonville),gehuwd met een graaf van Rheinfelden en in haar tweede huwelijk gehuwd met Adalbert I van Metz
- Kunigunde, gehuwd met Frederik I van Diessen
- onbekende dochter, getrouwd met Frederik, graaf van de Sundergau en palstgraaf in Zwaben. Een belangrijke adviseur van keizer Hendrik II en tegenstander van hertog Ernst II van Zwaben op de rijksdag van Augsburg (stad) in 1027.